# Mediodactylus spinicauda
Espèce
Synonymes
- Alsophylax spinicauda Strauch, 1887
- Cyrtopodion spinicaudum (Strauch, 1887)
- Mediodactylus spinicaudum (Strauch, 1887)

Statut de conservation UICN

 LC  : Préoccupation mineure
Mediodactylus spinicauda est une espèce de geckos de la famille des Gekkonidae.

## Répartition
Cette espèce se rencontre dans le nord-est de l'Iran et au Turkménistan.

## Publication originale
- Strauch, 1887 : Bemerkungen über die Geckoniden-Sammlung im zoologischen Museum der kaiserlichen Akademie der Wissenschaften zu St. Petersburg. Mémoires de l'Académie impériale des sciences de Saint-Pétersbourg, ser. 7, vol. 35, no 2, p. 1-72 (texte intégral).